# Ksp 58通用機槍
Ksp 58（瑞典語：Kulspruta 58；解作「58式機槍」）是一款由瑞典佛倫內德飛比斯福肯-卡爾古斯塔夫公司（英語：FFV-Carl Gustaf）特許生產的FN MAG（法語：Mitrailleuse d`Appui Général，意為：通用機槍）槍族的官方編號，為一挺可散式彈鏈供彈及氣動式操作的全自動氣冷式中型通用機槍，先後發射6.5×55毫米和7.62×51毫米北约口徑兩種步枪子彈。

## 歷史
Ksp 58是以FN MAG為藍本，並正如編號，在1958年為瑞典國防軍以下的各個武裝部隊所採用。部隊也視該機槍為中型機槍，以標示它的位置就在制式轻机枪（Ksp 90）和重機槍（Tksp 12.7）之間。從大約1960年開始，Ksp 58取代了過去各部隊所使用的前一代機槍、非常地笨重的Ksp M/36水冷式重機槍。只有海岸炮兵部隊和陸軍的前防禦工事，例如博登要塞，保留了那舊式型號。當時瑞典國防軍還計劃一併將前線士兵冲锋枪（卡爾·古斯塔夫M/45）和戰鬥步槍（Ak 4）撤裝，並且由經引進以後的突击步枪（即現在的Ak 5）將該兩者都取代，作為對入侵防禦現代化發展計劃的一部分。然而，由於軍事和政治這兩大層面對於型號選擇上的爭論，以致突擊步槍的引入花上數年才完成，而Ak 4亦因為某些原因而並非全部由Ak 5取代。
自Ksp 58投入服役以後，該機槍的定位為射手、彈藥兵和搬運兵操作的多人操作武器。瑞典國防軍編制中的一個支援连或是支援营當中通常包括這三人。當瑞典陸軍的編制標準從IB 66升級為IB 77以後，亦將彈藥兵編入射擊組的一部分；當彈藥兵在編制重整以後，該機槍變成視同一挺兩人操作武器。
當1990年代，瑞典陸軍機械化再變更編制時，Ksp 58卻由於某些載具缺乏空間而不得不將其從載具上移除。作為一人操作的武器，但由於常規彈藥存儲位置只能攜帶有限的彈藥量，導致該機槍的有效性竟然不如射手那樣重要。這是在射擊組中的該機槍被Ksp 90所取代的最主要的原因。目前該武器已經廣泛發配到整個瑞典國防軍，而Ksp 58最常見的用途就像是架設在車輛、船舶以上並且用作臨時固定支援武器。
而在瑞典兩棲兵中，Ksp 58仍然是由兩名士兵，分別是射手和搬運兵來處理武器的搬運，而彈藥兵只需供彈。即使是國民警衛軍也廣泛使用這種編制。這種編制中具有搬運兵的一個優點是，由射手調整更遠距離的射擊時會有麻煩，也就表示搬運兵或任何其它士兵，特別是如果配備了双筒望远镜的話，在這種情況以下會有很大的幫助。

## 操作

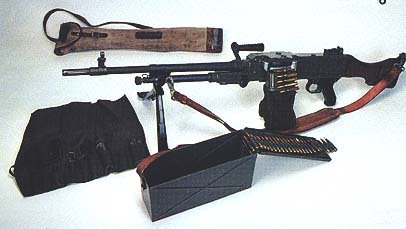
Ksp 58B通用機槍的整套裝備。

Ksp 58是由每條50發的金屬彈鏈提供彈藥，但由於第一個鏈接必須空白，事實上一條彈鏈只裝填49發、兩條則是99發等等，彈鏈可以與多條其他彈鏈人手連接一起。彈鏈可保存於彈箱或隨槍彈鏈袋中。隨槍彈鏈袋為一個布製彈袋，其安裝在供彈口側的下方，並可裝填大約一條加半條（75發）。而彈箱則可容納大約250發。可快速拆卸式槍管可只需要幾秒鐘以內完成更換。根據瑞典安全手冊的指示，發射250發以後應更換槍管，讓換下來的槍管冷卻。

## 衍生型
- Kulspruta 58（Ksp 58）：早期的步兵型，於1958年採用，發射在當時為瑞典國防軍標準步枪子彈的6.5×55毫米（英语：6.5×55mm）步枪子彈。
- Kulspruta 58 B（Ksp 58 B）：後期改進的步兵型。在1970年代初期，對武器進行了修改。改用新型氣體調節器，並且同時槍管亦更換為與Ak 4相同的新型標準7.62×51毫米北約口徑，然後重新命名為Ksp 58B。[2]Ksp 58取代了在步兵單位、更沉重的Ksp M/42B。
- Kulspruta 58 C（Ksp 58 C）：這個版本在2004年第三季度成為Strf 90式步兵戰車的同軸機槍，取代了以前使用的Ksp M/39（氣冷式白朗寧M1919A4的瑞典版本）。
- Kulspruta 58 Strv（Ksp 58 Strv）：主要被固定式安裝在Strv 103坦克上用作防空機槍。隨著Strv 103坦克在瑞典國防軍被逐漸淘汰，這種衍生型亦被逐漸淘汰。
- Kulspruta 58 D（Ksp 58 D）：2005年，瑞典對Ksp 58 B進行現代化改進，試驗時的樣槍名為Kulspruta 58 DF（Ksp 58 DF），“F”是試驗（Försök）的意思，[2]當時生產了25挺樣槍進行試驗，定型後命名為Ksp 58 D。Ksp 58 D的主要改進包括：[3]
  - 增加MIL-STD-1913戰術導軌系統。武器上有一半配備了可調節式導軌，而其他的則為固定。
  - 配備Aimpoint紅點鏡。
  - 提把縮短到原來一半的長度。這對於適應延長導軌的瞄準系統而言是必要的。
  - 伸縮式或折疊式槍托。
  - 槍管縮短100毫米。
  - 改進及縮短消焰器長度，以減少武器全長和增加消除槍口焰效果（產生較小的槍口焰），並且減少於夜間使用夜視儀的影響。
  - 槍管表面開有散熱凹槽（英语：Fluting (firearms)），以減輕它的重量和提高了槍管散熱效率。
  - 改進導氣箍，氣體調節器由8個位置修改為只有4個位置。氣體調節器的最後一個位置被塗為红色，以便在緊急情況時使用。
  - 以增大至100發容量的隨槍彈鏈袋取代原來的50發隨槍彈鏈袋。
  - 新型彈箱。
  - 新型器材裝備袋。
  - 兩腳架被塗為綠色。
  - 具有保護色表面，一面為綠色而另一面為白色，夏季及冬季迷彩。

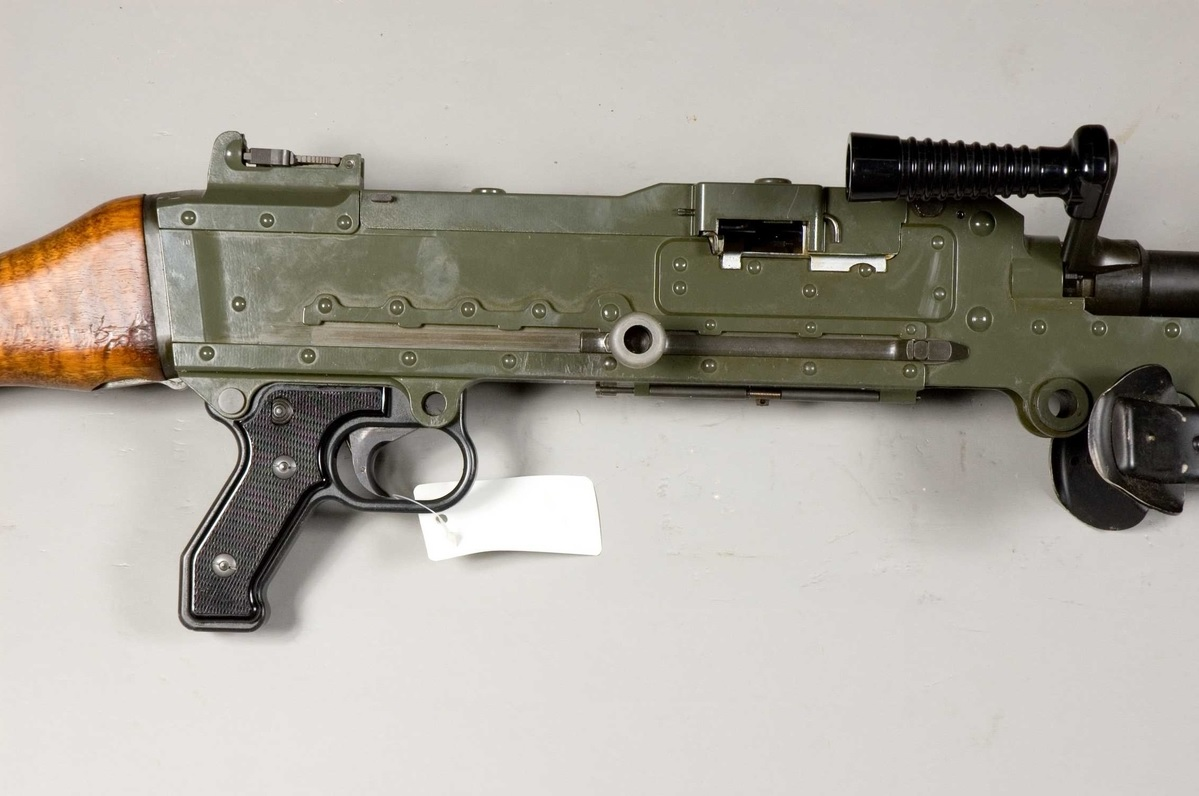
機匣特寫。

武器的重量不變，但整個系統總重量減輕了3公斤。
- Kulspruta 58 E（Ksp 58 E）：於10和15型直升机（HCP10和HKP15）以上使用。它就架設在左、右機門開口的機槍槍架以上。

## 附件和備件

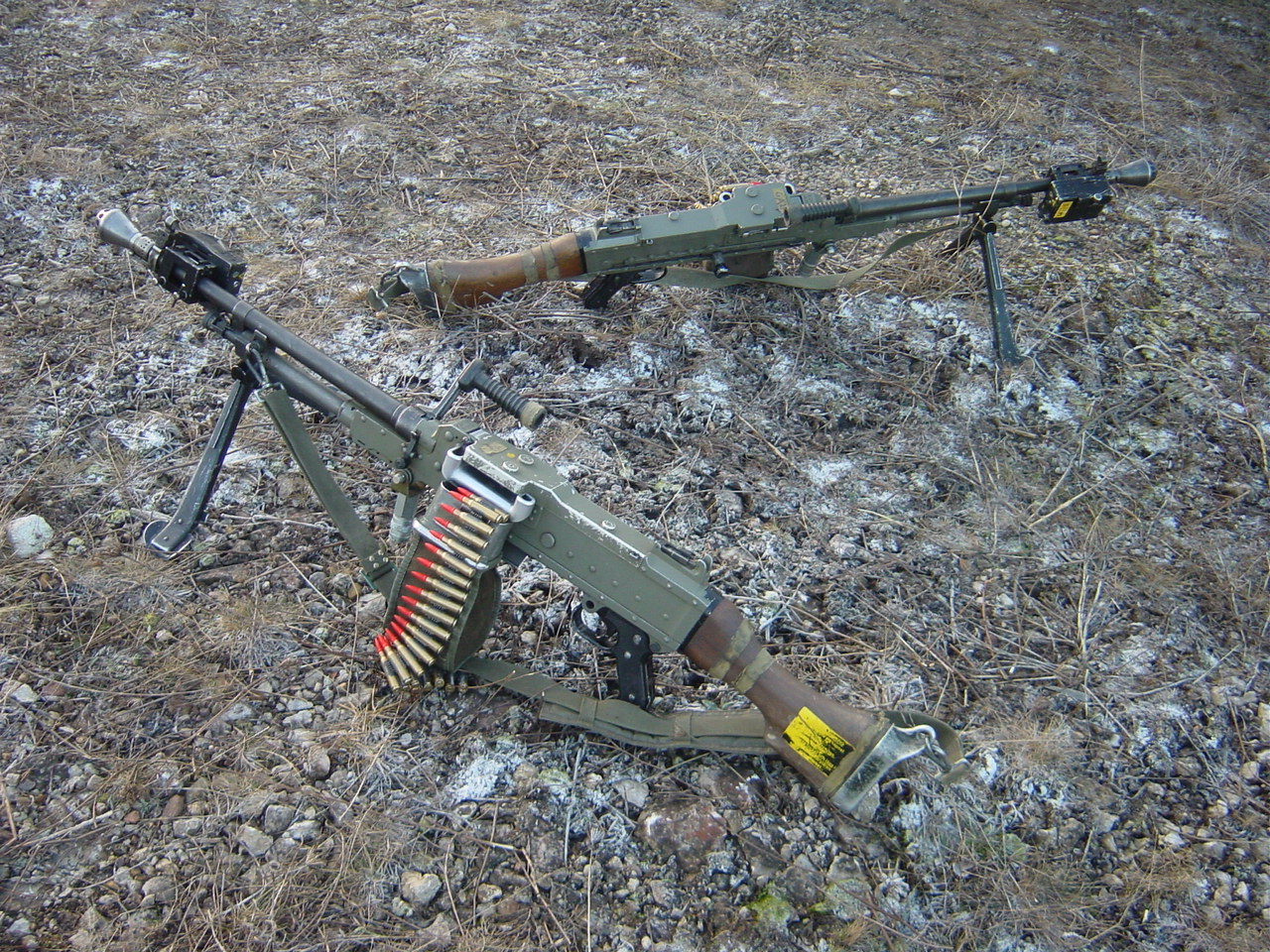
兩挺Ksp 58B都在槍口裝有空包彈助退器，紅色空包彈和安裝了BT設備。

Ksp 58通常存儲在一個在包含一挺機槍、兩根槍管、備用槍管袋、兩盒彈盒、兩袋隨槍彈鏈袋、槍背帶、軟通條及備用零配件和護理袋（當中工具包1B被分配給每挺機槍，而工具包2則分配給所有其他武器）等附件的木箱以內。此外，只有一部分會分配到槍袋。而發射空包彈的時候則會安裝空包彈助退器。

## 彈藥

### 發射彈種
7.62×51毫米北约口徑步枪子彈

### 曳光彈（Sk ptr 10 slprj）
曳光彈（Sk ptr 10 slprj）可藉由塗有紅色提示漆的彈尖的彈丸來辨別。該彈藥曾採用白色彈尖，但是這是舊式標誌。由白色彈尖變為紅色彈尖的改變是源於需求，以使用與北約相同的顏色代碼系統。該彈丸含有磷，從槍管大約70米開始點燃曳光藥劑，並且在100米和800米之間發亮。該彈藥於發射後會於其彈道軌跡上留下一條亮紅色的線條。曳光彈可藉由混雜在正常子彈當中（例如平均每5發就有一發），以協助射手於光源不足或黑暗中修正彈道。

### 空包彈（Lös ptr 10）
空包彈（Lös ptr 10）只在和平時期的演習期間使用。該彈藥具有一顆木製插頭型彈丸，而且會在發射時於槍管內膛裡粉碎。發射該空包彈的時候可於槍口安裝空包彈助退器，以防止木製彈丸碎片從槍口飛出來並直線前進，因而導致有人被碎片擊傷。

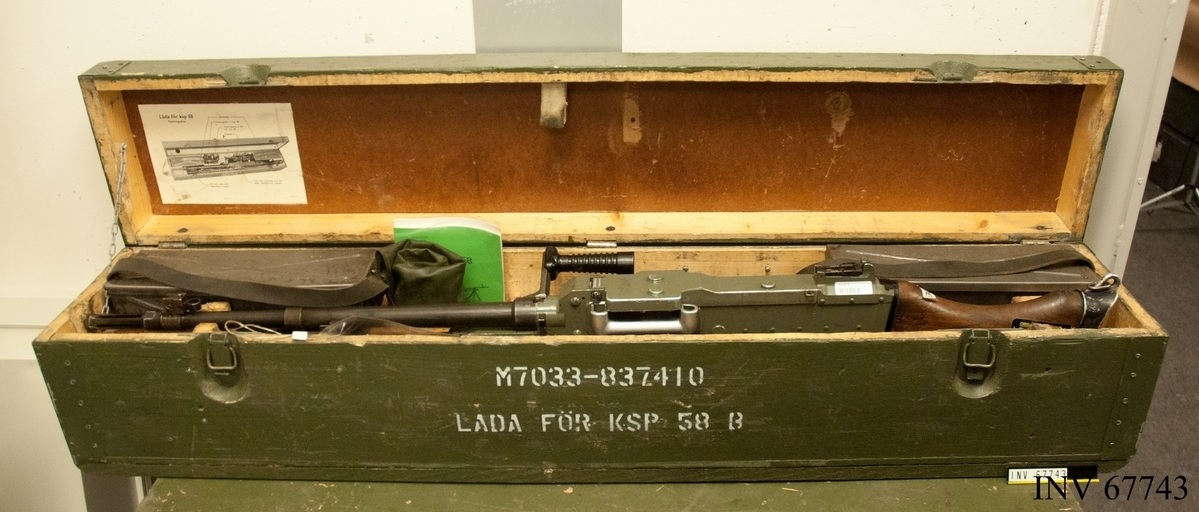
槍箱以內的Ksp 58B。

## 使用國
- 爱沙尼亚
  - 愛沙尼亞國防軍[4]
- 拉脫維亞
  - 拉脫維亞國家武裝部隊[5]
- 瑞典
  - 瑞典國防軍[6][7]
- 乌克兰
  - 烏克蘭武裝部隊

## 資料來源
1. 1 2 3 4 5 6 7 8 9  Svensk, Henrik. . 30 maj 2009  [2014年7月6日]. （原始内容存档于2017年7月15日）. Soldf.com
2. 1 2  Urban, Lindfors; Petersson, Ulf. . Insats & Försvar. 瑞典國防軍: 27. 2005. 1652-3571.
3. ↑  . 2010-03-31  [2014-07-06]. （原始内容存档于2012-03-25）.
4. ↑  . Mil.ee.   [2011-06-24]. （原始内容存档于2011-10-21） （爱沙尼亚语）.
5. ↑   (PDF).   [2008-06-03]. （原始内容 (PDF)存档于2008-10-01）.
6. ↑  Medeltung kulspruta 58. （页面存档备份，存于） Retrieved on October 9, 2008. （瑞典文）
7. ↑  Henrik Svensk. . SoldF.   [2011-06-24]. （原始内容存档于2017-07-15）.

## 外部連結
- （英文）—Military, Security and Civilian Guns and Equipment—Fabrique Nationale FN MAG GPMG （页面存档备份，存于）
- （英文）—General Purpose Machine Guns of Sweden（页面存档备份，存于）
- （英文）—Ksp 58
- （英文）—YouTube上的The Swedish Ksp 58 on the range
- （瑞典文）—Ksp 58 på Soldf.com（页面存档备份，存于）
- （简体中文）—D Boy Gun World（槍炮世界）—Ksp 58D通用机枪 （页面存档备份，存于）